# Мері Ваґнер
Мері Ваґнер (англ. Marie Wagner; 2 лютого 1883 — 1 квітня 1975) — колишня американська тенісистка.
Найвищим досягненням на турнірах Великого шолома був фінал в одиночному розряді.

## Фінали турнірів Великого шолома

### Одиночний розряд (1 поразка)
| Результат | Рік  | Турнір                      | Покриття | Суперниця  | Рахунок       |
| --------- | ---- | --------------------------- | -------- | ---------- | ------------- |
| Поразка   | 1914 | U.S. National Championships | Трава    | Мері Браун | 2–6, 6–1, 1–6 |